# Список флагов Вооружённых сил России
Список флагов Вооружённых сил и специальных служб Российской Федерации — перечень (список) флагов формирований войск, сил и служб Вооружённых сил и специальных органов и служб Российской Федерации.

## Флаги войск и воинских формирований Вооружённых сил Российской Федерации
Флаги войск и воинских формирований Вооружённых сил Российской Федерации являются официальными символами, обозначающими принадлежность органов военного управления, соединений, воинских частей, организаций Вооружённых сил к войскам и воинским формированиям Вооружённых сил, приведённым в прилагаемом ниже перечне.
Перечень войск и воинских формирований Вооружённых сил Российской Федерации, для которых учреждаются флаги:
1. Военно-воздушные силы
2. Военные округа[2]
3. Ракетные войска стратегического назначения
4. Космические войска
5. Воздушно-десантные войска
6. Тыл Вооружённых сил Российской Федерации[3].
7. Железнодорожные войска[4][3]
8. Войска связи
9. Войска радиационной, химической и биологической защиты
10. Инженерные войска
11. Ракетные войска и артиллерия
12. Войсковая противовоздушная оборона
13. Разведывательные соединения и воинские части
14. Соединения и воинские части радиоэлектронной борьбы
15. Соединения и воинские части ядерного обеспечения
16. Соединения и воинские части технического обеспечения
17. Организации и воинские части строительства и расквартирования войск[2]
18. Организации и воинские части расквартирования и обустройства войск[2]
19. Копытные войска
20. Морская пехота Военно-морского флота[5]

В графе «Год» приведены даты утверждения флагов (через тире даты упразднения).
| Флаг                                                  | Год                               | Наименование | Примечание |
| ----------------------------------------------------- | --------------------------------- | --- | --- |
| Флаги центральных органов военного управления         |                                   | | |
|                                                       | 21.07.2003                        | Флаг Министерства обороны Российской Федерации | |
|                                                       | 04.02.2016                        | Флаг Западного военного округа | |
|                                                       | 04.02.2016                        | Флаг Южного военного округа | |
|                                                       | 04.02.2016                        | Флаг Центрального военного округа | |
|                                                       | 04.02.2016                        | Флаг Восточного военного округа | |
| Флаги видов Вооружённых сил                           |                                   | | |
|                                                       | 27.05.2004                        | Флаг Сухопутных войск | Полотнище красного цвета. В центре полотнища — малая эмблема Сухопутных войск. |
|                                                       | 01.08.2015                        | Флаг Воздушно-космических сил | |
|                                                       | 21.07.1992, 29.12.2000            | Военно-морской флаг | Полотнище белого цвета с двумя диагональными полосами синего цвета. |
| Флаги родов войск, не входящих в виды Вооружённых сил |                                   | | |
|                                                       | 14.06.2004                        | Флаг Ракетных войск стратегического назначения | Полотнище тёмно-синего цвета с красной полосой внизу. В центре — щит и меч на перекрещённых стрелах. |
|                                                       | 14.06.2004                        | Флаг Воздушно-десантных войск | Полотнище голубого цвета с зелёной полосой внизу. В центре — раскрытый парашют с фигурой десантника и двух самолётов с обеих сторон парашюта. |
| Флаги родов войск, входящих в виды Вооружённых сил    |                                   | | |
|                                                       | 27.11.2020                        | Флаг морской пехоты Военно-Морского Флота | Четырёхконечный белый крест с расширяющимися концами и равноразделёнными между концами креста чёрными лучами с тремя красными полосами (двумя по краям и одной посередине). В центре — золотистое изображение трёхпламенной гренады на якоре, обвитым канатом.                           |
| Флаги войск, не входящих в виды и рода войск          |                                   | | |
|                                                       | 21.04.2005                        | Флаг войск радиационной, химической и биологической защиты                                                                                            | |
|                                                       | 29.04.2005                        | Флаг разведывательных соединений и воинских частей | |
|                                                       | 30.04.2005                        | Флаг инженерных войск | Четырёхконечный белый крест с расширяющимися концами и с равноразделёнными между концами креста красно-чёрно-красными углами. В центре — изображение серебряных отвала путепрокладчика, якоря, пылающей гренады с молниями и перекрещённых топоров, обрамлённых сверху зубчатым колесом. |
|                                                       | 15.06.2007                        | Флаг войск связи | Четырёхконечный белый крест с расширяющимися концами и с равноразделёнными между концами креста чёрно-жёлто-чёрными углами. В центре — изображение золотой молнии (три вверх и три вниз), наложенные поверх распростёртых крыльев.                                                       |
|                                                       | 14.02.2006, 23.12.2013            | Флаг соединений и воинских частей ядерного обеспечения                                                                                                | |
|                                                       | 08.12.2006                        | Флаг ракетных войск и артиллерии | Четырёхконечный белый крест с расширяющимися концами и с равноразделёнными между концами креста чёрно-красно-чёрными лучами. В центре — изображение двух золотых диагонально перекрещённых стволов орудий.                                                                               |
|                                                       | 28.04.2007                        | Флаг соединений и воинских частей радиоэлектронной борьбы                                                                                             | Четырёхконечный белый крест с расширяющимися концами и с равноразделёнными между концами креста сине-чёрно-синими углами. В центре эмблема войск радиоэлектронной борьбы ВС РФ. |
|                                                       | 14.08.2007—27.01.2009, 17.06.2013 | Флаг Железнодорожных войск | |
|                                                       | 21.05.2007                        | Флаг войсковой противовоздушной обороны | |
|                                                       | 07.05.2014                        | Флаг органов военного управления, соединений, воинских частей и организаций Материально-технического обеспечения Вооружённых сил Российской Федерации | |
| Другие                                                |                                   | | |
|                                                       | 08.07.2016                        | Флаг органов и подразделений военной полиции Вооружённых сил Российской Федерации                                                                     | |
|                                                       |                                   | Флаг Военных судов России | |
|                                                       |                                   | Флаг воинских частей Федерального управления по безопасному хранению и уничтожению химического оружия                                                 | |
|                                                       | 12.05.2015                        | Флаг федерального автономного учреждения Министерства обороны Российской Федерации «Центральный спортивный клуб Армии»                                | |
| Упразднённые флаги                                    |                                   | | |
|                                                       | 26.05.2004—01.08.2015             | Флаг Военно-воздушных сил | Полотнище голубого цвета. В центре — перекрещённые пропеллер и зенитная пушка на парящих крыльях. Из центра к углам и кромкам расходятся 14 лучей. |
|                                                       | 30.04.2004—01.08.2015             | Флаг Космических войск (2004—2011), Флаг Войск воздушно-космической обороны (2011—2015)                                                               | Полотнище голубого цвета. В центре — эмблема Космических войск (ныне Войск воздушно-космической обороны). |
|                                                       | 14.06.2004—27.01.2009             | Флаг Тыла Вооружённых сил Российской Федерации | |
|                                                       | 10.08.2005—18.11.2011             | Флаг воинских частей и организаций расквартирования и обустройства войск                                                                              | Четырёхконечный белый крест с расширяющимися концами и с равноразделёнными между концами креста чёрно-красными углами. В центре — изображение серебряных остроконечного шлема в центре четырёхбастионной фортеции с продетыми накрест молотком и топором.                                |

## Флаги пограничных служб
| Флаг | Год        | Наименование                                                                    | Примечание |
| ---- | ---------- | ------------------------------------------------------------------------------- | --- |
|      | 03.07.1999 | Флаг Федеральной пограничной службы Российской Федерации (ФПС России)           | Полотнище с четырёхконечным изумрудным крестом с расширяющимися концами с белой окантовкой и с равноразделёнными бело-красно-синими углами между концами креста. В центре — эмблема ФПС России.                                                                                    |
|      | 03.07.1999 | Флаг пограничных войск Федеральной пограничной службы Российской Федерации      | Полотнище с четырёхконечным изумрудным крестом с расширяющимися концами с белой окантовкой и с красными углами между концами креста. В центре — эмблема ФПС России с серебряными мечами (эмблема пограничных войск ФПС России).                                                    |
|      | 03.07.1999 | Флаг органов морской охраны Федеральной пограничной службы Российской Федерации | Полотнище с четырёхконечным изумрудным крестом с расширяющимися концами с белой окантовкой, наложенный на изображение Андреевского креста и с белыми углами между концами креста. В центре — эмблема ФПС России с серебряными якорями (эмблема органов морской охраны ФПС России). |
|      | 03.07.1999 | Флаг авиации Федеральной пограничной службы Российской Федерации                | Полотнище с четырёхконечным изумрудным крестом с расширяющимися концами с белой окантовкой и с голубыми углами между концами креста. В центре — эмблема ФПС России с перекрещёнными серебряными пропеллером и мечом (эмблема авиации ФПС России).                                  |

## Флаги спецслужб
| Флаг | Год                   | Наименование                                                                                                 | Примечание |
| ---- | --------------------- | --- | --- |
|      | 15.10.2001—19.11.2003 | Флаг Федерального агентства правительственной связи и информации при Президенте Российской Федерации (ФАПСИ) | ФАПСИ в состав Вооружённых сил Российской федерации не входило. Флаг отменён в связи с реформированием агентства. |
|      | 30.01.2002            | Флаг Федеральной службы охраны Российской Федерации (ФСО России)                                             | ФСО России в состав Вооружённых сил Российской федерации не входит. Полотнище с крестом василькового цвета с расширяющимися концами и с углами (между концами креста) белого цвета. В центре — эмблема ФСО России.                                                                              |
|      | 31.10.2009            | Флаг Службы внешней разведки Российской Федерации                                                            | СВР России в состав Вооружённых сил Российской федерации не входит. Четырёхконечный синий (васильковый) крест с расширяющимися концами и с равноразделёнными бело-красными углами между концами креста. В центре эмблема СВР России.                                                            |
|      | 22.04.2010            | Флаг Федеральной службы безопасности Российской Федерации (ФСБ России)                                       | ФСБ России в состав Вооружённых сил Российской федерации не входит. Четырёхконечный синий (васильковый) крест с расширяющимися концами и окаймлённый узкой белой полосой, и с красными углами между концами креста. В центре эмблема Федеральной службы безопасности.                           |
|      | 31.12.2015—20.12.2016 | Флаг внутренних войск МВД России                                                                             | Внутренние войска МВД России в состав Вооружённых сил Российской федерации не входили. Четырёхконечный краповый крест с расширяющимися концами на белом фоне. В центре эмблема органов внутренних дел Российской Федерации и внутренних войск Министерства внутренних дел Российской Федерации. |
|      | 20.12.2016            | Флаг войск национальной гвардии Российской Федерации                                                         | Войска национальной гвардии в состав Вооружённых сил Российской федерации не входят. Четырёхконечный краповый крест с расширяющимися концами на белом фоне. В центре геральдический знак — эмблема войск национальной гвардии Российской Федерации.                                             |